# Tarucus plutarchus
Tarucus plutarchus är en fjärilsart som beskrevs av Hans Fruhstorfer 1922. Tarucus plutarchus ingår i släktet Tarucus och familjen juvelvingar. Inga underarter finns listade i Catalogue of Life.